# Long Weekend (film 1978)
Long Weekend è un film del 1977 diretto da Colin Eggleston.
Film horror australiano che ha per protagonisti John Hargreaves e Briony Behets.

## Trama
Una coppia, Peter e Marcia, assieme al proprio cane, trascorre un fine settimana in camper. I due dimostrano un'assoluta mancanza di rispetto per la natura, inquinando, uccidendo un dugongo, gettando sigarette accese sull'erba secca.
Al salire della tensione, la natura si ribella a questi comportamenti poco ambientalisti e inizia a controbattere, prima con un'aquila, poi con un opossum che attacca Peter, e anche con altri mezzi più insidiosi...

## Produzione
La sceneggiatura fu la prima scritta da Everett De Roche, uno scrittore con esperienza di televisione. Prese l'ispirazione da un viaggio da lui fatto in un fine settimana di Pasqua nel Nuovo Galles del Sud:
Iniziai "Long Weekend" per evitare di intristirmi con gli show televisivi con i poliziotti, mentre ancora mi stavo convincendo che stavo "lavorando". Long Weekend fu un progetto unico perché lo iniziai senza scadenza, senza riferimenti e senza aver fatto ricerche, con poche idee su dove indirizzare la storia, e conoscenza zero delle sceneggiature. Partii dalla pagina 1, dalla scena 1, e lo feci così come veniva. Avevo solo la vaga idea di scrivere una specie di storia horror ambientalista. La mia premessa era che Madre Natura avesse il proprio sistema immunitario, e che, se gli esseri umani iniziano a comportarsi come cellule cancerose, Lei attacca. Volevo anche evitare di girare un film come Lo squalo. Volevo che gli animali nel film fossero sempre benevoli e mai apertamente aggressivi
.
De Roche scrisse la sceneggiatura in dieci giorni. La fece vedere a Colin Eggleston, che aveva già lavorato con lui, and Eggleston decise di farne un film. I fondi necessari furono ottenuti da Film Victoria e dalla Australian Film Commission.
Le riprese avvennero tra marzo e aprile del 1977 a Melbourne e nella Phillip Island. Il finale all'inizio era differente, secondo De Roche:
 Scrissi una sequenza enormemente complicata per avvicinarsi alla fine, in cui gli animali danno a Peter una seconda possibilità. Volevano farlo ragionare, ed è sul punto di farlo quando sente in lontananza un camion. Lui fugge verso la strada, e gli animali decidono che è senza speranza. In modo poetico, lasciano che sia un altro uomo ad ucciderlo.
La scena era però troppo difficile da girare perché doveva coinvolgere anche degli animali, e per questo fu tagliata.

## Distribuzione
Il film, che non uscì nelle sale fino al 1979 e fu un fallimento in Australia, vinse il Premio Speciale della Giuria, quello per il Miglior Film, il Premio della Giuria Internazionale per il regista Eggleston e quello per il Migliore Attore per Hargreaves al Paris Film Festival del 1978.

## Critica
De Roche ha espresso successivamente qualche critica al film:
Sfortunatamente la natura diventa troppo presto una minaccia; sarebbe dovuta diventarlo solo dopo che il pubblico si fosse schierato con gli animali. E non credo che ciò sia avvenuto. Long Weekend sarebbe stato molto meglio se il pubblico fosse stato informato dall'inizio che Peter e Marcia sarebbero morti. Così, non avrebbe preso la loro parte, e il pubblico sarebbe stato interessato solo a vedere quando sarebbe successo. È questa l'essenza della suspense.

## Remake
Nel 2008 il regista australiano Jamie Blanks ha girato un remake del film, Long Weekend (Nature's Grave), con protagonisti Jim Caviezel e Claudia Karvan.